# Eichenreihe bei Groß Markow
Eichenreihe bei Groß Markow este o arie protejată (arie specială de conservare — SAC, sit de importanță comunitară — SCI) din Germania întinsă pe o suprafață de 2 ha, integral pe uscat.

## Localizare
Centrul sitului Eichenreihe bei Groß Markow este situat la coordonatele 53°49′28″N 12°41′10″E / 53.8244°N 12.6861°E.

## Înființare
Situl Eichenreihe bei Groß Markow a fost declarat sit de importanță comunitară în aprilie 2004 pentru a proteja 1 specie de animale. Situl a fost protejat și ca arie specială de conservare în august 2016.

## Biodiversitate
Situată în ecoregiunea continentală, aria protejată nu include niciun habitat protejat.
La baza desemnării sitului se află o specie protejată de  nevertebrate: Osmoderma eremita